# Бишкі (Пільський повіт)
Бишкі (пол. Byszki, нім. Bischke) — село в Польщі, у гміні Уйсьце Пільського повіту Великопольського воєводства.
Населення — 242 особи (2011).
У 1975-1998 роках село належало до Пільського воєводства.

## Демографія
Демографічна структура станом на 31 березня 2011 року:
|          | Загалом | Допрацездатний вік | Працездатний вік | Постпрацездатний вік |
| -------- | ------- | ------------------ | ---------------- | -------------------- |
| Чоловіки | 128     | 25                 | 93               | 10                   |
| Жінки    | 114     | 17                 | 82               | 15                   |
| Разом    | 242     | 42                 | 175              | 25                   |